# جزیره مریت (فلوریدا)
جزیرهٔ مریت (به انگلیسی: Merritt Island) محدوده ثبت‌نشده و مکان مختص سرشماری در شهرستان بروارد (فلوریدا)، ایالات متحده آمریکا است. این محل در ساحل شرقی ایالت با اقیانوس اطلس قرار گرفته‌است. با استناد به سرشماری سال ۲۰۰۰، جمعیت این منطقه بالغ بر ۳۶۰۹۰ نفر بوده‌است. این مکان قسمتی از شهرستان بروارد (فلوریدا) است. نام جزیرهٔ مریت نیز به معنای قدیمی جزیره که شبه‌جزیره بود، بر می‌گردد.